# 원주 구룡사 금고
원주 구룡사 금고(原州 龜龍寺 金鼓)는 대한민국 강원특별자치도 원주시 소초면, 구룡사에 있는 조선시대의 금고이다. 2014년 3월 7일 강원특별자치도의 문화재자료 제161호로 지정되었다.

## 개요
구룡사 금고는 중앙의 당좌구(撞座區)를 중심으로 6개의 동심원을 두르고 있는데, 동심원 사이의 간격을 다양하게 하여 단조로움을 피하고 있다. 중앙 당좌구에 연화문이 장식되어 있는 고려시대 금고와 달리 조선시대, 특히 조선 후기의 금고는 중앙 당좌구에 문양이 표현되지 않는 것이 특징이다. 대신 동심원의 간격이 가장 넓은 구획에 범자문(梵字文)을 새겨 넣고 있다. 범자는 둥근 원 안에 새겨져 있는데, 6개의 범자문을 일정한 간격으로 배치하고 있다. 금고의 측면에는 금고를 매달기 위한 3개의 반원형 고리가 마련되어 있으며, 두 줄의 양각된 선으로 측면을 장식하고 있다. 통상 측면이나 후면 구연부에는 금고를 만든 시기, 사명(寺名), 발원문, 제작자, 무게 등 금고의 제작과 관련된 명문을 기록한 경우가 많지만, 구룡사 금고의 경우 아쉽게도 명문은 새겨져 있지 않다. 뒷면은 넓게 뚫려 있으며, 여러 줄의 동심원 자국은 금고의 제작기법과 관련하여 중요한 자료를 제공해 준다. 이처럼 당좌구역에 문양이 전혀 없고, 가장자리의 넓은 구획면에 6개의 범자문을 새겨 넣고 있는데, 이러한 특징은 조선 후기 금고의 일반적인 형식이다. 현재 강원도 지역에서는 1788년에 제작된 속초 신흥사의 금고가 강원도 유형문화재 제163호로 지정되어 있는데, 신흥사 금고는 전면에 동심원 문양과 측면의 띠만 둘려져 있고 무늬가 전혀 없는 단순한 형태의 금고이지만, 측면에 정확한 제작연대가 적혀 있어 구룡사 금고와는 차이가 있다.

## 지정 사유
금고의 범자문과 후면의 동심원 자국은 18세기 금고의 단정한 주조양상을 잘 보여주고 있으며, 보존상태도 양호하고 강원도내에서는 희소가치가 크다는 점에서 지정 보존가치가 있다.

## 같이 보기
- 속초 신흥사 금고 - 강원도 유형문화재 제163호

## 참고 자료
- 원주 구룡사 금고 - 국가유산청 국가유산포털